# Lepanthopsis acuminata
Lepanthopsis acuminata là một loài thực vật có hoa trong họ Lan. Loài này được Ames mô tả khoa học đầu tiên năm 1938.